# Laurent Frayssinous

a Compétitions nationales et continentales officielles uniquement.

b Matchs officiels uniquement.
Laurent Frayssinous, né le 7 mai 1977 à Villeneuve-sur-Lot (France), est un joueur et entraîneur de rugby à XIII évoluant au poste de demi d'ouverture.
En tant que joueur, il a été international français et a remporté à plusieurs reprises le Championnat de France en passant par Limoux, Villeneuve-sur-Lot et Union Treiziste Catalane avant de participer à la première saison en Super League des Dragons Catalans.
Après avoir pris sa retraite sportive, il devient l'entraîneur-assistant de Mick Potter, Kevin Walters et Trent Robinson au sein des Dragons Catalans avant de prendre en charge la succession de ce dernier, parallèlement il a été l'entraîneur assistant de John Monie en équipe de France entre 2007 et 2008. Il devient le premier Français à entraîner une franchise de Super League, poste qu'il occupe jusqu'en 2017. En février 2021, il est nommé sélectionneur de l'équipe de France remplaçant Aurélien Cologni.

## Biographie

### Carrière de joueur
Laurent Frayssinous a été formé à Villeneuve. Évoluant au poste de demi d'ouverture, il a évolué par la suite à Lézignan et Limoux
Il revient dans sa ville natale en 1998. Lui et Villeneuve deviennent la référence treiziste de la fin des années 2000 avec trois titres de Championnat de France en 1999, 2001, 2002, ainsi que trois titres de Coupe de France en 1999, 2000, 2002.
En juillet 2003, lui et trois de ses coéquipiers de Villeneuve, Julien Rinaldi, Jamal Fakir et Romain Gagliazzo, décident d'intégrer le projet que porte l'Union Treiziste Catalane d'intégrer la Super League pour 2006. Ce départ provoque la colère du président de Villeneuve, Jose Lombard, qui déclare « C'est une trahison. Alors que nous leur avions trouvé à chacun un emploi stable, ils ont opté pour un simple contrat professionnel de deux ans. Mais à l'issue de ces deux ans, que vont-ils devenir ? Qu'ils ne reviennent pas nous voir, ce n'est pas la peine... ». Il ajoute cependant à son palmarès un titre de Championnat de France en 2005  et deux titres de Coupe de France en 2004 et 2005.
Il prend part à la saison inaugurale des Dragons Catalans en Super League en 2006 dont le match inaugural contre Wigan remportée 38-30 aux côtés de Rinaldi et Fakir. Il occupe les différents postes d'arrière, de demi de mêlée et de demi d'ouverture au cours de cette saison.
Après cet ultime saison, il prend sa retraite sportive à la fin de l'exercice 2006 à 29 ans. Par ailleurs, il a été membre à de nombreuses reprises de l'équipe de France, treize fois exactement.

### Carrière d'entraîneur
Après avoir pris sa retraite sportive fin 2006, Laurent Frayssinous intègre l'encadrement sportif des Dragons Catalans en étant entraîneur assistant de Mick Potter entre 2007 et 2008. Il poursuit cette expérience avec les deux entraîneurs successifs jusqu'en 2012, Kevin Walters et Trent Robinson, avant d'être nommé à partir de la saison 2013 en remplacement du dernier nommé parti aux Sydney Roosters. Il devient à cette occasion le premier entraîneur Français et le plus jeune d'une franchise de Super League à seulement 35 ans,. Pour ses débuts d'entraîneur, il s'entoure de Jérôme Guisset (ancien capitaine des Dragons Catalans) et de David Waite (ancien entraîneur des Dragons Catalans).
En 2017, il est écarté du club en cours de saison à la suite d'une série de mauvais résultats par le président des Dragons Catalans Bernard Guash, il est alors remplacé par le duo Jérôme Guisset-Michael Monaghan. Un an après son licenciement, il est nommé en janvier 2019 responsable de la défense, des skills et de la performance individuelle des joueurs du club de rugby à XV de Narbonne pour une durée de trois mois.
Dès le mois de  février 2021, il est pressenti pour être  sélectionneur de l'équipe de France à la suite de l'arrivée du président de la Fédération française de rugby à XIII Luc Lacoste.
Sa nomination officielle est confirmée par la presse le 22 février 2021.
En octobre 2022, il est nommé entraîneur-adjoint du club anglais St Helens RLFC avec l'arrivée de l'entraîneur principal Paul Wellens.

## Palmarès
- Collectif :
  - Vainqueur de la Coupe d'Europe des nations : 2005 (France).
  - Vainqueur du Championnat de France : 1999, 2001, 2002 (Villeneuve) et 2005 (Union treiziste catalane).
  - Vainqueur de la Coupe de France : 1999, 2000, 2002 (Villeneuve), 2004 et 2005 (Union treiziste catalane).
  - Finaliste de la Coupe de France : 1997 (Limoux).

### En club
| Saison | Club                     | Compétition           | Matchs | Points | Essais | Buts | Drop |
| ------ | ------------------------ | --------------------- | ------ | ------ | ------ | ---- | ---- |
| 1995   | Lézignan                 | Championnat de France | ?      | -      | -      | -    | -    |
| 1996   | ?                        | Championnat de France | ?      | -      | -      | -    | -    |
| 1997   | Limoux                   | Championnat de France | ?      | -      | -      | -    | -    |
| 1998   | Limoux                   | Championnat de France | ?      | -      | -      | -    | -    |
| 1999   | Villeneuve-sur-Lot       | Championnat de France | ?      | -      | -      | -    | -    |
| 2000   | Villeneuve-sur-Lot       | Championnat de France | ?      | -      | -      | -    | -    |
| 2001   | Villeneuve-sur-Lot       | Championnat de France | ?      | -      | -      | -    | -    |
| 2002   | Villeneuve-sur-Lot       | Championnat de France | ?      | -      | -      | -    | -    |
| 2003   | Union treiziste catalane | Championnat de France | ?      | -      | -      | -    | -    |
| 2004   | Union treiziste catalane | Championnat de France | ?      | -      | -      | -    | -    |
| 2005   | Union treiziste catalane | Championnat de France | ?      | -      | -      | -    | -    |
| 2006   | Dragons Catalans         | Super League          | 16     | 76     | 3      | 32   | -    |
| 2006   | Dragons Catalans         | Challenge Cup         | 3      | 14     | 1      | 5    | -    |

### Statistiques d'entraîneur
| Championnat       | Équipe           | Phase régulière | Phase finale | Challenge Cup      |
| ----------------- | ---------------- | --------------- | ------------ | ------------------ |
| Super League 2013 | Dragons Catalans | 7e              | 1er tour     | Quart de finale    |
| Super League 2014 | Dragons Catalans | 7e              | Demi-finale  | Huitième de finale |
| Super League 2015 | Dragons Catalans | 7e              | 8e           | Quart de finale    |
| Super League 2016 | Dragons Catalans | 5e              | 6e           | Quart de finale    |
| Super League 2017 | Dragons Catalans | —               | —            | Huitième de finale |